# D.J. Fenner
Derrick Steven Fenner jr., detto D.J. (Seattle, 7 dicembre 1993), è un cestista statunitense.
È il figlio dell'ex giocatore di NFL Derrick Fenner.

## Palmarès
- Campionato bosniaco: 1

Široki: 2018-2019
- Coppa d'Olanda: 1

Heroes Den Bosch: 2024